# Carduus
Carduus este un gen de plante din familia Asteraceae, ordinul Asterales.